# ساندر باشکر
ساندر باشکر (هلندی: Sander Boschker؛ زادهٔ ۲۰ اکتبر ۱۹۷۰) یک بازیکن فوتبال اهل هلند است.

## تیم ملی
وی همچنین در تیم ملی فوتبال هلند بازی کرده است.